# Eilao
Eilao (em galego-asturiano) ou Illano (em castelhano) é um concelho (município) da Espanha na província e Principado das Astúrias. Tem 102,7 km² de área e em 2019 tinha 346 habitantes (densidade: 3,4 hab./km²).

## Demografia
| Variação demográfica do município entre 1991 e 2004 | Variação demográfica do município entre 1991 e 2004 | Variação demográfica do município entre 1991 e 2004 | Variação demográfica do município entre 1991 e 2004 |
| --------------------------------------------------- | --------------------------------------------------- | --------------------------------------------------- | --------------------------------------------------- |
| 1991                                                | 1996                                                | 2001                                                | 2004                                                |
| 779                                                 | 689                                                 | 618                                                 | 580                                                 |